# Myrmelastes caurensis
El hormiguero del Caura u hormiguerote alipunteado (en Venezuela) (Myrmelastes caurensis), también denominado hormiguero de alas punteadas, es una especie de ave paseriforme de la familia Thamnophilidae perteneciente al género Myrmelastes. Hasta recientemente hizo parte del género Schistocichla, que fue todo integrado a Myrmelastes en 2013. Es nativo del norte de Sudamérica.

## Distribución y hábitat
Se distribuye en el centro y sur de Venezuela y extremo norte de Brasil. Ver más detalles en Subespecies.
Esta especie es bastante común apenas localmente en el sotobosque de selvas húmedas en las laderas bajas de los tepuyes, principalmente entre los 300 y 1300 m de altitud.

## Sistemática

### Descripción original
La especie M. caurensis fue descrita por primera vez por el ornitólogo austríaco Carl Eduard Hellmayr en 1906 bajo el nombre científico Sclateria schistacea caurensis; localidad tipo «valle del río Caura [= Cerro Turagua], Bolívar, Venezuela».

### Etimología
El nombre genérico masculino «Myrmelastes» proviene del griego «murmēx»: hormiga y «lastēs»: asaltante; significando «asaltante de hormigas»; y el nombre de la especie «caurensis», se refiere al río Caura, en Venezuela.

### Taxonomía
Esta especie estaba anteriormente colocada en  Percnostola y posteriormente en Schistocichla. Los amplios estudios de Isler et al. 2013 en relación con el género Myrmeciza, demostraron que Myrmeciza hyperythra se encontraba agrupada dentro del grupo de especies que entonces formaban el género Schistocichla (entre las cuales la presente) y que todo este grupo estaba hermanado a Sclateria naevia. A todo este grupo lo denominaron un «clado Sclateria», dentro de una tribu Pyriglenini. Para resolver esta cuestión taxonómica, propusieron agrupar M. hypeythra y Schistocichla en el género resucitado Myrmelastes. En la Propuesta N° 628 al (SACC), se aprobó este cambio, junto a todos los otros envolviendo el género Myrmeciza.
Parece ocupar un nicho ecológico inusual, lo que sugiere una divergencia relativamente antigua. Las subespecies se diferencian pobremente.

### Subespecies
Según la clasificación del Congreso Ornitológico Internacional (IOC) (Versión 7.3, 2017) y Clements Checklist v.2017, se reconocen 2 subespecies, con su correspondiente distribución geográfica:
- Myrmelastes caurensis caurensis (Hellmayr, 1906) – sur de Venezuela oeste de Bolívar, norte de Amazonas).
- Myrmelastes caurensis australis (J. T. Zimmer & Phelps, Sr, 1947) – sur de Venezuela (sur de Amazonas) e inmediatamente adyacente norte de Brasil.